# Fujian Xi Meng Bao
Fujian Xi Meng Bao (chiń. 福建喜夢寶女排; pinyin Fújiàn Xǐmèngbǎo Nǚpái) – żeński klub piłki siatkowej z Chin. Swoją siedzibę ma w Fujian.

## Obcokrajowcy w zespole
| Lata gry  | Imię i nazwisko          | Pozycja                 |
| --------- | ------------------------ | ----------------------- |
| 2015-2016 | Juliann Faucette         | atakująca               |
| 2015-2016 | Nicole Fawcett           | atakująca               |
| 2014-2015 | Manon Flier              | atakująca               |
| 2014-2015 | Karina Ocasio            | atakująca               |
| 2013-2014 | Daimí Ramírez Echevarría | atakująca, rozgrywająca |
| 2013-2014 | Diane Copenhagen         | środkowa                |
| 2011-2012 | Wilavan Apinyapong       | przyjmująca             |
| 2011-2012 | Pleumjit Thinkaow        | środkowa                |
| 2010-2011 | Malika Kanthong          | atakująca               |